# Tribu (biología)
En biología, la tribu es una categoría taxonómica optativa, intermedia entre la familia y género (o los sub o super correspondientes que existan), empleada para organizar las familias que contienen muchos géneros:
- FAMILIA
  - Supertribu
    - TRIBU
      - Subtribu
        - GÉNERO

## Nomenclatura
Según el Código Internacional de Nomenclatura Zoológica, el Código Internacional de Nomenclatura Botánica y 
Código Internacional de Nomenclatura de Procariotas, las terminaciones de la tribu son las siguientes:
- Animales y protozoos

Tribu: -ini (por ejemplo, Hominini)
Subtribu: -ina (por ejemplo, Hominina)
- Plantas, algas, hongos y procariotas

Tribu: -eae
Subtribu: -inae